# Jaume Bach
Jaume Bach i Núñez (Sabadell, 4 de abril de 1943) es un arquitecto español.

## Biografía
Estudió en la Escuela Técnica Superior de Arquitectura de Barcelona, donde se tituló en 1969 y se doctoró en 1991, y de donde fue profesor titular y catedrático, impartiendo clases de Composición y Proyectos, así como miembro del Tribunal Final de Carrera.
Comenzó su actividad profesional en 1968 compaginando la arquitectura y el urbanismo. En los años 1980 cofundó el estudio Bach/Mora y, en 1998, junto a Eugeni Bach, el estudio Bach Arquitectes. Ha sido profesor invitado en diversas instituciones públicas y escuelas de arquitectura como Hannover, Urbino, Turín, Viena, Bucarest y Dublín; ha impartido numerosos seminarios y conferencias en España e, internacionalmente, en Europa y América.
Entre sus obras destacan la Sede Central del Banco Sabadell, el edificio de viviendas Caspe 74, la adaptación y el nuevo altar de la Catedral de Parma (ganador del concurso internacional por invitación), el Centro Cultural Casa del Tíbet en Barcelona, las Bodegas Josep Maria Raventós i Blanc, la Sede de Telefónica en la Villa Olímpica, el Estadio Olímpico de Hockey para los juegos de Barcelona’92, el centro de usos mixtos Illa Fleming, la Estación de Ferrocarriles de la Universidad Autónoma de Bellaterra, la Estación de Sabadell, o la ampliación de la Clínica Corachán. 

## Trayectoria
Su obra se enmarca en un cierto racionalismo ecléctico, heredero de la arquitectura racionalista, un estilo que defiende la relación entre construcción y arquitectura, con especial énfasis en la composición, destacando el compromiso entre tradición y modernidad, así como el carácter urbano de la arquitectura.
Trabajó asociado a Gabriel Mora entre 1976 y 1998. Juntos han desarrollado un estilo ecléctico y decorativo, con diseños pensados para la pequeña escala de ámbito doméstico, como se denota en la escuela L'Alzina (1979-1982), la reforma de diversas plazas del distrito de Gracia (Sol, Virreina, Trilla, Diamant y Raspall, 1982-1985), la escuela Josep Maria Jujol —reforma de los Talleres Mañach del arquitecto Jujol— (1984-1987) y el polideportivo de Gracia (1988-1989), todos ellos en Barcelona. En 1986 ampliaron la Clínica Corachán de Barcelona, y en 1988-1989 restauraron la casa Macaya de Josep Puig i Cadafalch, para reconvertirla en el Centro Cultural de La Caixa. Para los Juegos Olímpicos de Barcelona de 1992 construyeron la Central de Telefónica en la Villa Olímpica del Poblenou, una obra funcionalista con dos edificios unidos por una pasarela elevada, uno de piedra de forma prismática y otro de planta elíptica recubierto de chapa de aluminio.
Otras obras suyas son: la casa Olèrdola en Barcelona (1981), el colegio Francesc Aldea en Tarrasa (1982-1984), el centro de asistencia primaria de San Vicente dels Horts (1983-1987), la estación de los Ferrocarriles de la Generalidad de Cataluña de la Universidad Autónoma de Barcelona en Bellaterra (1984), las Cavas J.M. Raventós en San Sadurní de Noya (1985-88), la planta incineradora de residuos sólidos en Tarragona (1988-90), el centro operativo de los Ferrocarriles de la Generalidad de Cataluña en Rubí (1989-1994), el estadio olímpico de hockey hierba en Tarrasa (1989-91), y el conjunto Illa Fleming en Barcelona (1998-2000).
En 1998 creó la firma Bach Arquitectes con su hijo, Eugeni Bach i Triadó. Con este despacho proyectó el edificio de oficinas del Banco de Sabadell en San Cugat del Vallés (2012), el edificio de oficinas Landscape (2003), el centro cultural Casa del Tíbet (2003-04), la residencia de ancianos Ribera Baixa de El Prat de Llobregat (2005-07), la casa en Foixà (2005-07), la casa PR en Tiana (2004-08), el nuevo altar y transepto de la Catedral de Parma (2005-09), el edificio de viviendas Caspe 74 de Barcelona (2007-09), el espacio urbano El Firal en Olot (2022) y la rehabilitación y ampliación del edificio modernista Casa Dolors Alesan en Barcelona (2023).

## Obra destacada
- Casa Alesan / Reforma, rehabilitación y ampliación de la finca modernista Dolors Alesan en Barcelona (2023).
- Sede Central del Banco de Sabadell, San Cugat del Vallés (2012).
- Altar de la catedral de Parma, Italia. (2009).
- Fábrica de laminados en Bönen, Alemania. (2000).
- Illa Fleming / (Viviendas, apartamentos asistidos, multicines y locales comerciales), Barcelona. (1999).[13]
- Central de Telefónica en la Villa Olímpica, Barcelona. (1992).
- Estadio Olímpico de Hockey de Terrassa (1992).
- Cavas Raventós i Blanc, San Sadurní de Noya (1988).
- Auditorio del Museo Nacional Centro de Arte Reina Sofía (1987).
- Estaciones de tren de Bellaterra, Barcelona (1984 y 1995).

## Publicaciones
Su obra ha sido publicada en libros y revistas nacionales e internacionales, así como se han editado monografías de su obra:
- "Jaume Bach". Puente Editores, Barcelona (2025) [14]
- "Jaume Bach, Gabriel Mora". Ed. AEDES, Berlín (1997)
- "Bach - Mora Arquitectos". Ed. Gustavo Gili, Barcelona (1996)
- "Bach / Mora". Ed. Gustavo Gili, Barcelona (1988),
- "Jaume Bach - Gabriel Mora". Documentos de Arquitectura nº 5. Ed. COA Almería (1988),
- "Jaume Bach i Gabriel Mora". Ed. EL CROQUIS nº19 (1985).

## Exposiciones
Su obra ha sido expuesta en las principales ciudades españolas, así como en los más importantes foros internacionales, entre otros: 
- Habitar España, La Casa de la Arquitectura, Madrid (2025-2026)[15]
- Trienal de Arquitectura de Lisboa, Portugal (2019).
- Cité de l'Architecture et du Patrimoine, París, Francia (2009).
- X Bienal de Arquitectura de Buenos Aires, Argentina (2005).
- VII Bienal de Arquitectura de Buenos Aires, Argentina (1998).
- Deutsche Arkitektur Museum, Frankfurt, Alemania (1991).
- Museo de Arte Contemporáneo de Caracas, Venezuela (1989).
- Railway Design and Quality. Central Station Gallery, Tokyo, Japón (1989).
- VI Bienal de Arquitectura de Buenos Aires, donde recibió la Medalla de Oro (1987)
- The Architectural League of New York (1986)
- XIII Bienal de París, Centre Pompidou (1985)

## Premios y distinciones
En el ámbito de la arquitectura, ha recibido numerosas distinciones, entre las que destacan: 
- Premio Europeo de Intervención en el Patrimonio Arquitectónico 2025, por Firal d'Olot [16]
- 2024 CITY'SCAPE Award 2024, por Ferial de Olot[17][18]
- 2024 Premis Catalunya Construcció 2024, por Casa Dolors Alesan[19][20]
- Mención Especial Premios Cataluña Construcció, 2014 (Sede Central Banco Sabadell).[21]
- Finalista Premios FAD 2013 (Sede Central Banco Sabadell).
- Seleccionado XI Bienal Española de Arquitectura y Urbanismo 2011 (Caspe 74).
- Premio ASCER de Arquitectura Española 2010 (Caspe 74)
- Premio ASCER de Arquitectura Española 2004 (Casa 4C)
- Brunel Commendation de los International Awards for Outstanding Visual Design in Public Railway Transport, 1998 (Madrid).
- Premio Bonaplata 1996 (Centro Operativo de los Ferrocarriles de la Generalitat en Rubí).
- Brunel Commendation de los International Awards for Outstanding Visual Design in Public Railway Transport, 1994 (Washington).
- Brunel Commendation de los International Awards for Outstanding Visual Design in Public Railway Transport, 1992 (Madrid).
- Premio FAD 1989 (Centro Cultural la Caixa Palau Macaya).
- Brunel Commendation de los International Awards for Outstanding Visual Design in Public Railway Transport, 1989 (Utrecht).
- Premio FAD 1988 (Cavas Josep Ma Raventós i Blanc).
- Premio FAD de la Opinión 1988 (Cavas Josep Ma Raventós i Blanc).
- Premio FAD 1987 (Escuela Jujol).
- Premio FAD de la Opinión 1987 (Escuela Jujol).
- Medalla de Oro en la Bienal de Buenos Aires 1987.
- Mención Especial Premios FAD 1984 (Estación de Bellaterra).
- Premio FAD 1982 (Estación de Muntaner).
- Premio FAD de la Opinión 1982 (Casa Olèrdola).[22]
- Mención de Honor en el primer Premio Nacional de Urbanismo (Dalt La Vila).

En el ámbito del Diseño:
- Premio ADI FAD Delta de Plata 1984 (Barreras de Control FFCC)
- Selección ADI FAD 1986 (Jardinera Barcina).